# Војни адвокати (6. сезона)
Шеста сезона серије Војни адвокати је емитована од 3. октобра 2000. године до 22. маја 2001. године и броји 24 епизоде.

## Опис
Главна постава се у овој сезони није мењала.

## Улоге

### Главне
- Дејвид Џејмс Елиот као Хармон Раб мл.
- Кетрин Бел као Сара Макензи
- Патрик Лаборто као Бад Робертс
- Џон М. Џекосн као Алберт Џетро Чегвиден

### Епизодне
- Андреа Паркер као Кејтлин Пајк (Епизода 10)
- Тери О’Квин као Томас Бун (Епизоде 7-8)

## Епизоде
| Бр. у серији | Бр. у сезони | Наслов                   | Редитељ            | Сценариста                                                     | Премијерно емитовање |
| --- | ------------ | ------------------------ | ------------------ | -------------------------------------------------------------- | -------------------- |
| 111 | 1            | Наслеђе (1. део)         | Теренс О’Хара      | Ед Зукерман и Пол Левин                                        | 3. октобар 2000.     |
| Харм одлази у Русију да учествује у модернизацији руског војног састава док Мек и Бад туже војног командира за продавање тајни Русима пре него што је убијен ауто-бомбом са још два војна чувара. |              |                          |                    |                                                                |                      |
| 112 | 2            | Наслеђе (2. део)         | Tеренс О’Хара      | Ед Зукерман и Пол Левин                                        | 10. октобар 2000.    |
| Хармов полубрат Сергеј Жуков је оптужен за злочин са смртним исходом док Мек жури на терен да спречи атентат. |              |                          |                    |                                                                |                      |
| 113 | 3            | Канали Флориде           | Алан Џ. Луи        | Дејна Коен                                                     | 17. октобар 2000.    |
| Кубанку је спасила војна фрегата, правећи свађу између капетана фрегате и виших власти око тога да ли да се дете врати на Кубу или да се према њему опходе као према избеглици. |              |                          |                    |                                                                |                      |
| 114 | 4            | Ризик летења             | Бредфорд Меј       | Џонатан Роберт Каплан                                          | 24. октобар 2000.    |
| Пад новог Томкета Ф-14 који је побио два авијатичара тера Харма да истражи главног који је био задужена за пројекат. |              |                          |                    |                                                                |                      |
| 115 | 5            | САГ ТВ                   | Скот Бразил        | Патрик Лаборто                                                 | 31. октобар 2000.    |
| Мек је упала у узнемиравајућу ситуацију када је њено тужење војног редова оптуженог за убиство изабрано да буде прво војно суђење са преносом на телевизији док Харм истражује морнара на броду Морски соко који се изгледа убио скочивши под Ф-14 током операције проналаска тела. |              |                          |                    |                                                                |                      |
| 116 | 6            | Принцеза и подофицир     | Алан Џ. Луи        | Mарк Сакарени                                                  | 14. новембар 2000.   |
| Мек доноси своју стручност на Шаријски суд (исламски суд) како би бранила арапску принцезу која је побегла са војним подофициром док Харм брани принца који ју је прокријумчарио у САД што ствара гомилу проблема и личних и политичких. У међувремену, Бад и Харијет иду на ултразвук у осмом месецу, али то постаје сложеније кад Харијет добије трудове. |              |                          |                    |                                                                |                      |
| 117 | 7            | Посебан део (1. део)     | Џинот Шварц        | Стивен Зито                                                    | 21. новембар 2000.   |
| Када контраадмитал Томас Бун треба да буде постављен за командира шесте флоте и унапређен у подамирала, писмо које га оптужује за ратне злочине почињене током Вијетнамског рата можда му помрси унапређење, ако не и горе. Харм и Мек имају само четири дана да открију истину. Појава Томаса Буна. |              |                          |                    |                                                                |                      |
| 118 | 8            | Посебан део (2. део)     | Tеренс О’Хара      | Стивен Зито                                                    | 28. новембар 2000.   |
| Харм ради као саветник за одбрану на суђењу адмиралу Буну. Мек ради као судски саветник. Појава Томаса Буна. |              |                          |                    |                                                                |                      |
| 119 | 9            | Породичне тајне          | Бредфорд Меј       | Пол Левин                                                      | 12. децембар 2000.   |
| Бадова запоседнутост за кривљењем лекара за смрт његовог другог детета, Саре, угрожава његову каријеру и брак. Харм одлучује да каже мајци за свог полубрата када сазнаје да је Сергеј оборен изнад Чеченије и заробљен. |              |                          |                    |                                                                |                      |
| 120 | 10           | Додирни и иди            | Џејмс Вајтмор мл.  | Дејна Коен                                                     | 9. јануар 2001.      |
| Хармовој бившој партнерки Кејтлин "Кејт" Пајк је понуђен посао у штабу САГ-а, али гласине у медијима да ју је сексуално узнемиравао њен надређени који треба да постане војни инспектор јој можда не дозволе да прихвати посао. Бад помаже капларки која би хтела да добије виши чин, али тетоважа стоји томе на путу. Последња појава Кејтлин Пајк. |              |                          |                    |                                                                |                      |
| 121 | 11           | Душо, хладно је напољу   | Хјуго Кортина      | Стивен Зито                                                    | 16. јануар 2001.     |
| Харм преузима случај бившег војног инструктора коме прети доживотна робија под "тростепеним" законом док је адмирал замољен да води унапређивање у капетане, а Мек је вд шеф САГ-а. |              |                          |                    |                                                                |                      |
| 122 | 12           | Путања судара            | Грег Бимен         | Џонатан Роберт Каплан                                          | 30. јануар 2001.     |
| Када се амерички и турски брод сударе током НАТО вежбе, Харм и Мек морају да бране америчког командира док политчики притисак прети да пришије несрећу њему. Мајки и Ганијева сестра се упознају током њене посете Вашингтону. |              |                          |                    |                                                                |                      |
| 123 | 13           | Чуда                     | Mарк Хоровиц       | Ед Зукерман                                                    | 6. фебруар 2001.     |
| Харм мора да брани војног наредника-мајора који је оптужен да је убио своју жену. Наредник-мајор каже да га је до тела довео дух његовог капелана из Вијетнамског рата, што одвлачи сумњу са Ватикана јер је капелан проглашен за свеца. |              |                          |                    |                                                                |                      |
| 124 | 14           | Убилачки нагон           | Џери Лондон        | Mарк Сакарени                                                  | 13. фебруар 2001.    |
| Наводно самоубиство може бити свашта сем када Хар и Бад истраже морнарев живот. Мек заступа војника који је бигамиста. |              |                          |                    |                                                                |                      |
| 125 | 15           | Гвоздени ковчег          | Скот Бразил        | Пол Левин                                                      | 20. фебруар 2001.    |
| Харм је замољен да увери руског капетана да руску подморницу није потопила америчка, него њихово направљено торпедо "Шквал ВА-111". Ипак, специфични део података не сме да се открије јер је прикупљен преко осетљивих средстава. |              |                          |                    |                                                                |                      |
| 126 | 16           | Повлачење, бре           | Џинот Шварц        | Стивен Зито                                                    | 27. фебруар 2001.    |
| Ганијев живот је у опасности када је замољен да пребаци војника хиспанца, који је служио у једној бици у Корејском рату, назад у Вашингтон на суђење. Адмирал иде на пецање са Ганијевом сестром као његов водич, а Харм је именован за вд шефа САГ-а. Након што је пао са адмиралове столице и ударио главу, Харму почиње да се привиђа романтична Мек. У међувремену, Мик се враћа, али његов план да постане грађаански адвокат је увреда за повређеног Харма. |              |                          |                    |                                                                |                      |
| 127 | 17           | Храброст                 | Tеренс О’Хара      | Даглас Старк                                                   | 13. март 2001.       |
| Након што терористички напада на разарач пропадне, након бомбардовања брода Кол, Харм и Мек морају да тврде да ли је војникиња пронађена на терористичком броду помагала напад или не. |              |                          |                    |                                                                |                      |
| 128 | 18           | Слобода                  | Џинот Шварц        | Лари Московиц                                                  | 27. март 2001.       |
| Бадов брат је оптужен да је убио човека у кафани док је био на слободи, а Бад мора да ради са својим оцем да га ослободи. Мек мора да пази на војниковог булдога који има нарав да бежи из базе и пари се са луталицама. |              |                          |                    |                                                                |                      |
| 129 | 19           | Спасење                  | Бредфорд Меј       | Ед Зукерман                                                    | 10. април 2001.      |
| Заставнику Кону треба Хармова помоћ опет када се оружје убиства са његовим отисцима на себи појавило у штабу САГ-а. Али план старог Хармовог непријатеља ставља све у опасност. Бад је добио задатак да носи нуклеарни кофер неко време. |              |                          |                    |                                                                |                      |
| 130 | 20           | Ход по крилима           | Мајкл Шулц         | Синопис: Пол Левин Сценарио: Пол Левин и Џонатан Роберт Каплан | 24. април 2001.      |
| Када се "Оспри" са конгресним изасланицима замало срушио, Харм и Мек морају да утврде ко или шта је одговорно. Харијет сазнаје за тајну везу између војника и жене његовог друга. |              |                          |                    |                                                                |                      |
| 131 | 21           | Прошло време             | Бредфорд Меј       | Дејна Коен                                                     | 1. мај 2001.         |
| Поруница-командирка Џордан Паркер је пронађена мртва у свом стану, а Харм је уверен да је она жртва убиства. Контраадмирал сређјуе да син његове бивше девојке оде у морнарицу уместо у затвор. |              |                          |                    |                                                                |                      |
| 132 | 22           | Животна линија           | Дејвид Џејмс Елиот | Лари Московиц                                                  | 8. мај 2001.         |
| Док адмирал прави журку повом веридбе Мек и Мика, Харм и Мек сагледавају своје партнерство. Харијет је унапређена у поручника. |              |                          |                    |                                                                |                      |
| 133 | 23           | Побуна                   | Mарк Хоровиц       | Ед Зукерман и Нелсон Костело                                   | 15. мај 2001.        |
| Мек се суочава са својим осећањима према Мику и Харму док припрема говор за предавање на броду Сомерс из 19. века. |              |                          |                    |                                                                |                      |
| 134 | 24           | Препуштени себи (1. део) | Скот Бразил        | СТивен Зито и Дејна Коен                                       | 22. мај 2001.        |
| Планови за венчање Мек и Мика су прекинути када се Хармов и Скејтсин Томкер Ф-14 срушио због јаке олује и постао изгубљен на мору. |              |                          |                    |                                                                |                      |